# Nicolaes Maes
Nicolaes Maes (leden 1634 - prosinec 1693) byl nizozemský malíř známý svými žánrovými scénami, portréty, náboženskými obrazy a v menším množství zátišími. Byl žákem Rembrandta v Amsterdamu, pak se na 20 let vrátil pracovat do rodného Dordrechtu. V druhé polovině své kariéry se vrátil do Amsterdamu, kde se stal předním malířem své doby. Maes přispěl k rozvoji žánrové malby v Nizozemsku a byl nejvýznamnějším malířem portrétů působícím v Amsterdamu v posledních třech dekádách 17. století.

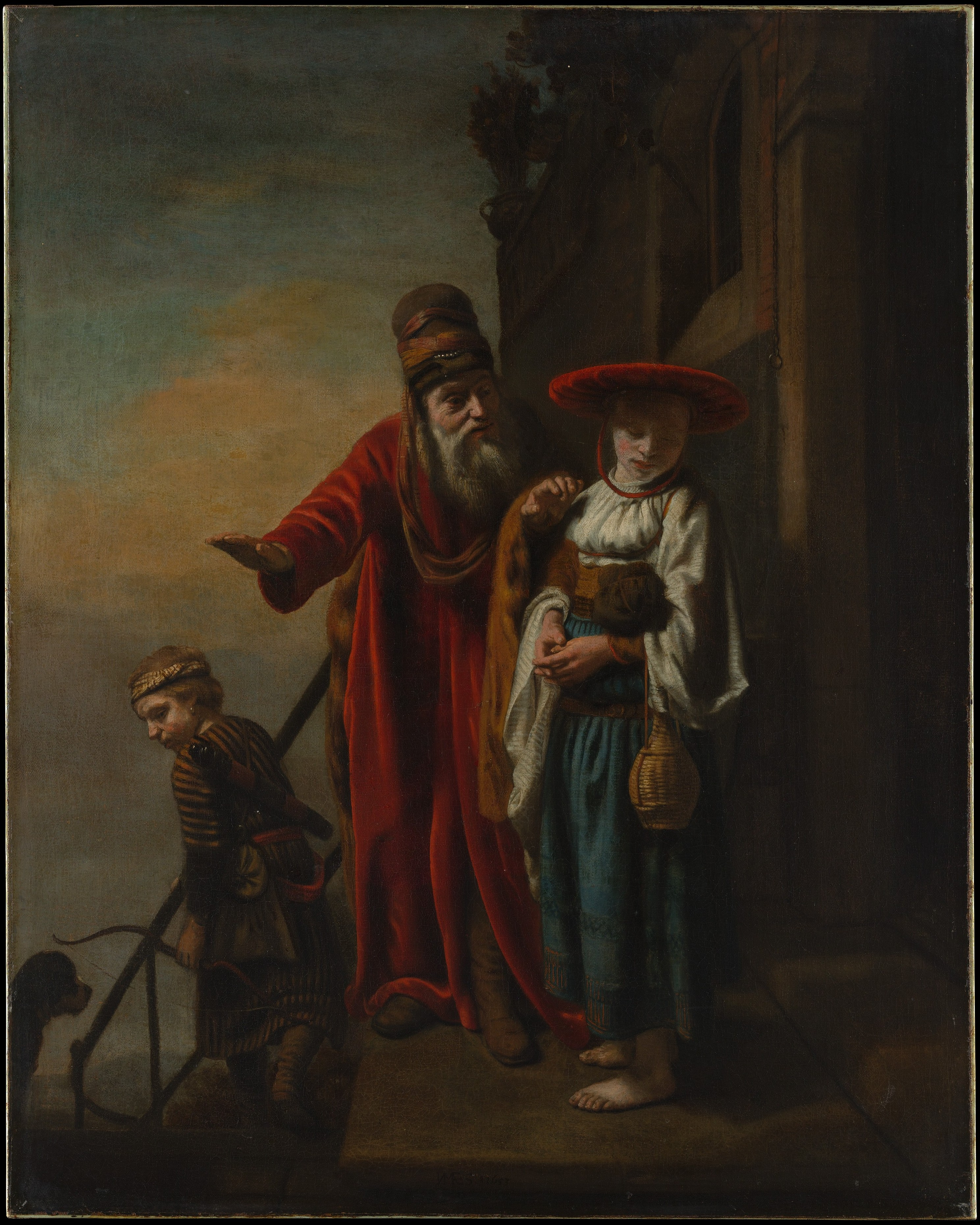
Vypuzení Hagary a Izmaela (1653), Metropolitní muzeum umění
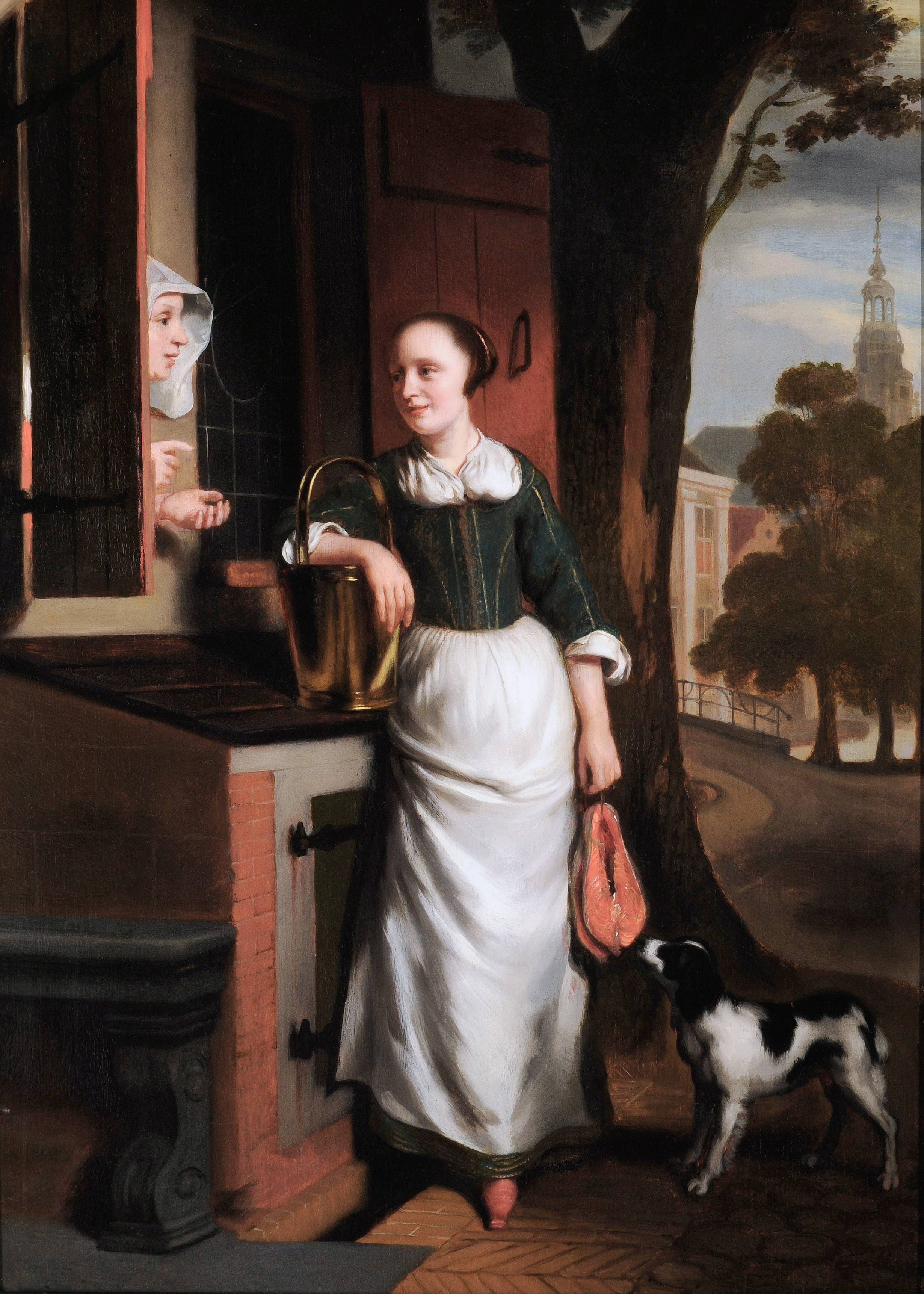
Klábosící ženy (1655), Dordrechts Museum
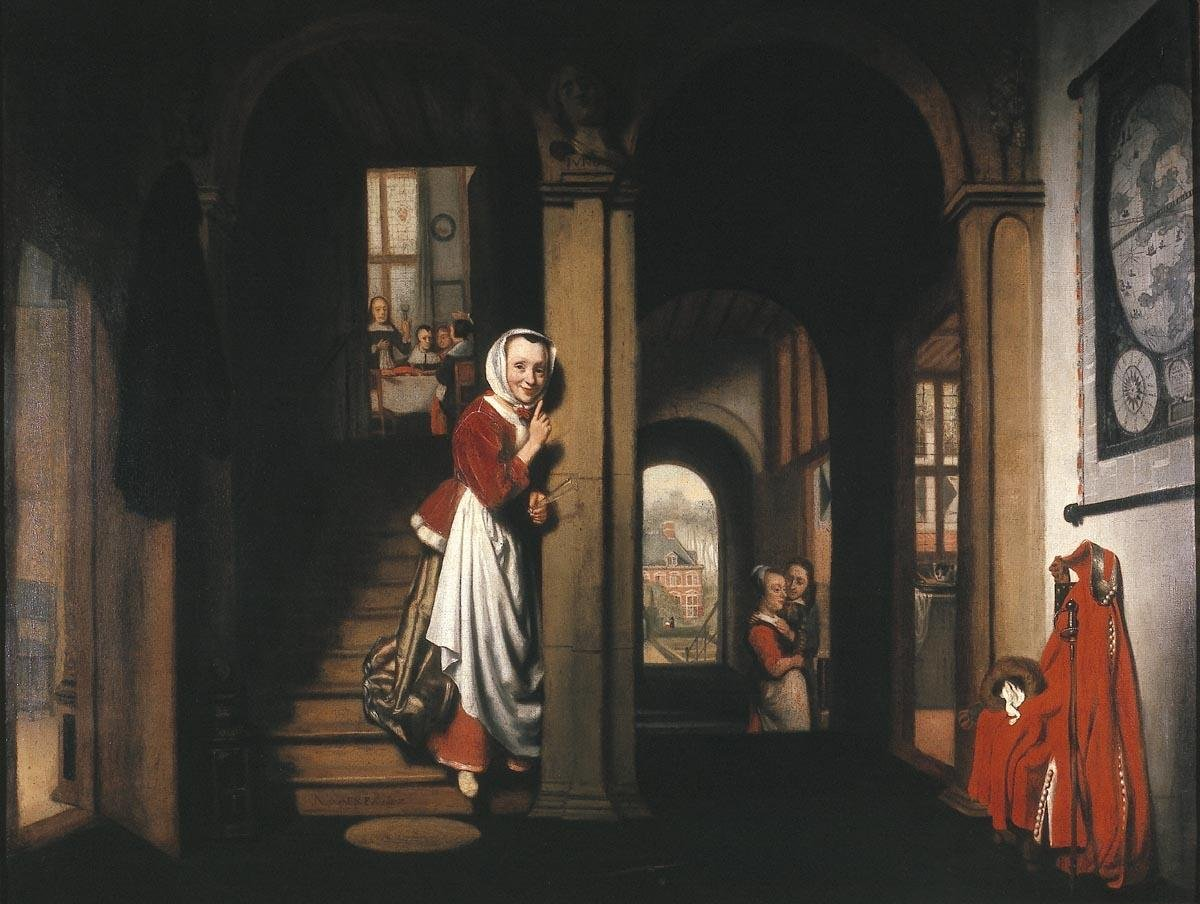
Odposlech (1657), Dordrechts Museum
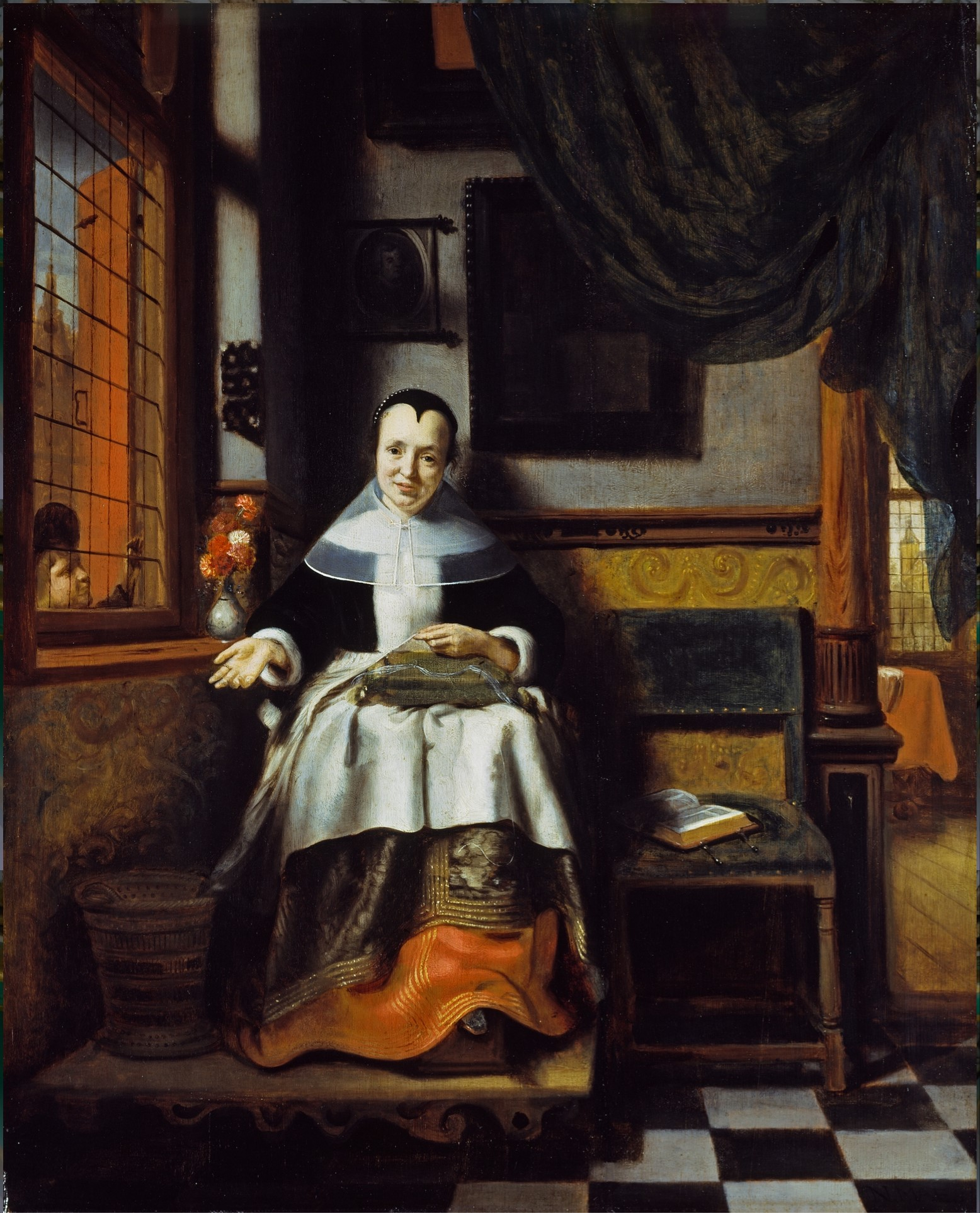
Ctnostná žena (kolem 1656), The Wallace Collection
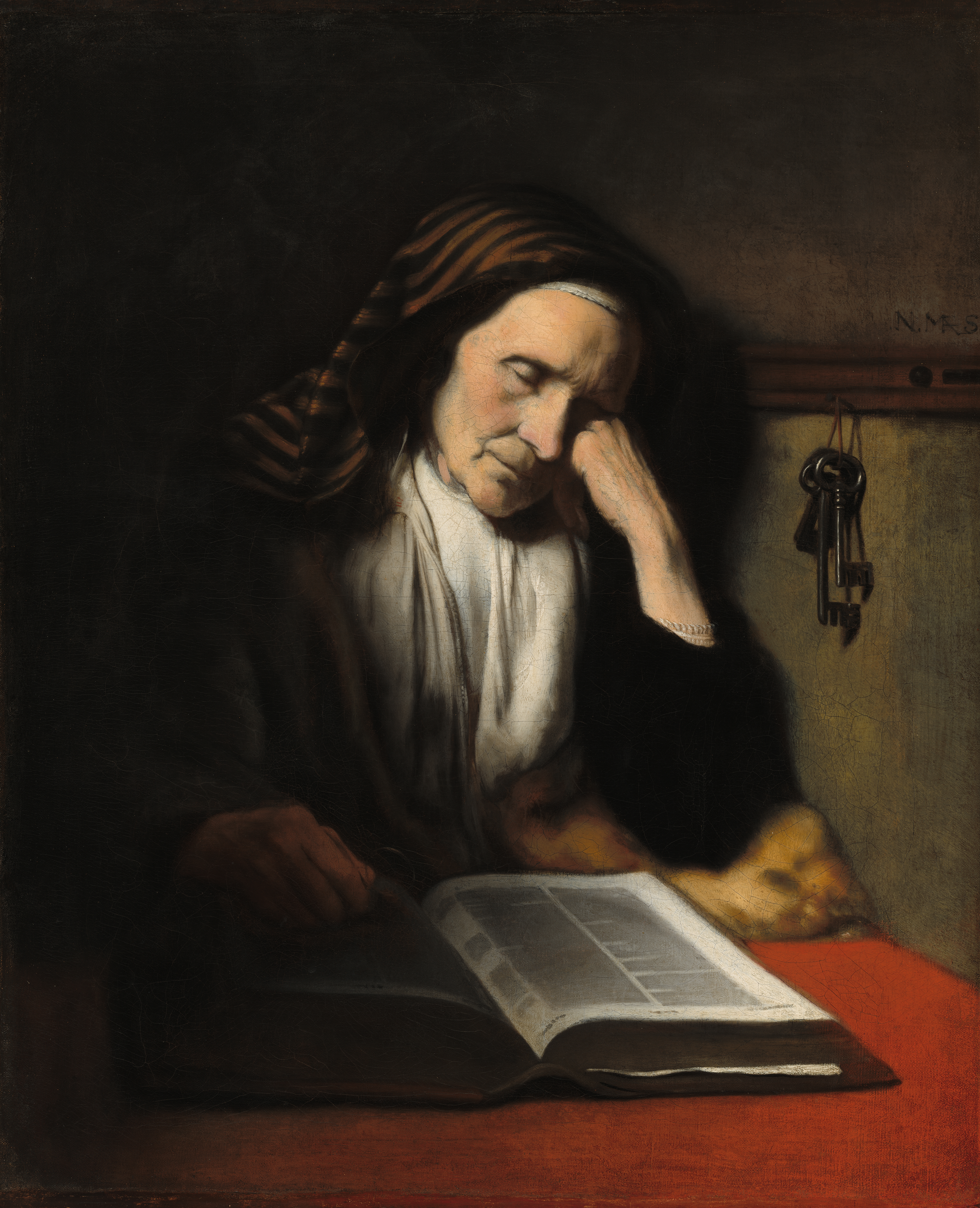
Stařena dřímající nad knihou (kolem 1655), Národní galerie umění, Washington DC